# North Holmwood
North Holmwood – wieś w Anglii, w hrabstwie Surrey, w dystrykcie Mole Valley. Leży 36 km na południowy zachód od centrum Londynu.